# Nissan
Nissan Motor Co., Ltd. (en japonés: 日産自動車株式会社 Nissan Jidōsha kabushiki gaisha?) es un fabricante japonés de automóviles, con base en Nishi-ku (Yokohama). Su nombre común, Nissan, es un acrónimo de "Nippon Sangyo". Está entre las principales compañías automotrices en términos de producción anual de vehículos. Desde 1999 forma parte de una triple alianza Renault-Nissan-Mitsubishi, donde la firma francesa llegó a reducir su participación en Nissan pasando del 43% al 15%, por lo que el 28% restante serían transferidos a un fideicomiso francés. 
Así, los derechos de voto del Grupo Renault y Nissan estarían limitados al 15%. También tiene el 34% de Mitsubishi, mientras que Renault Samsung Motors dejó de existir al ser renombrado como Renault Korea Motors, derivado de un acuerdo industrial firmado con Geely. Por otra parte, el conglomerado automotriz AvtoVAZ adquirió el 99% de la fábrica de Nissan en San Petersburgo, donde producirá modelos Lada al firmarse un acuerdo para que los activos de Nissan en Rusia pasen a manos de dicha compañía local.

## Historia

### Los años de la preguerra

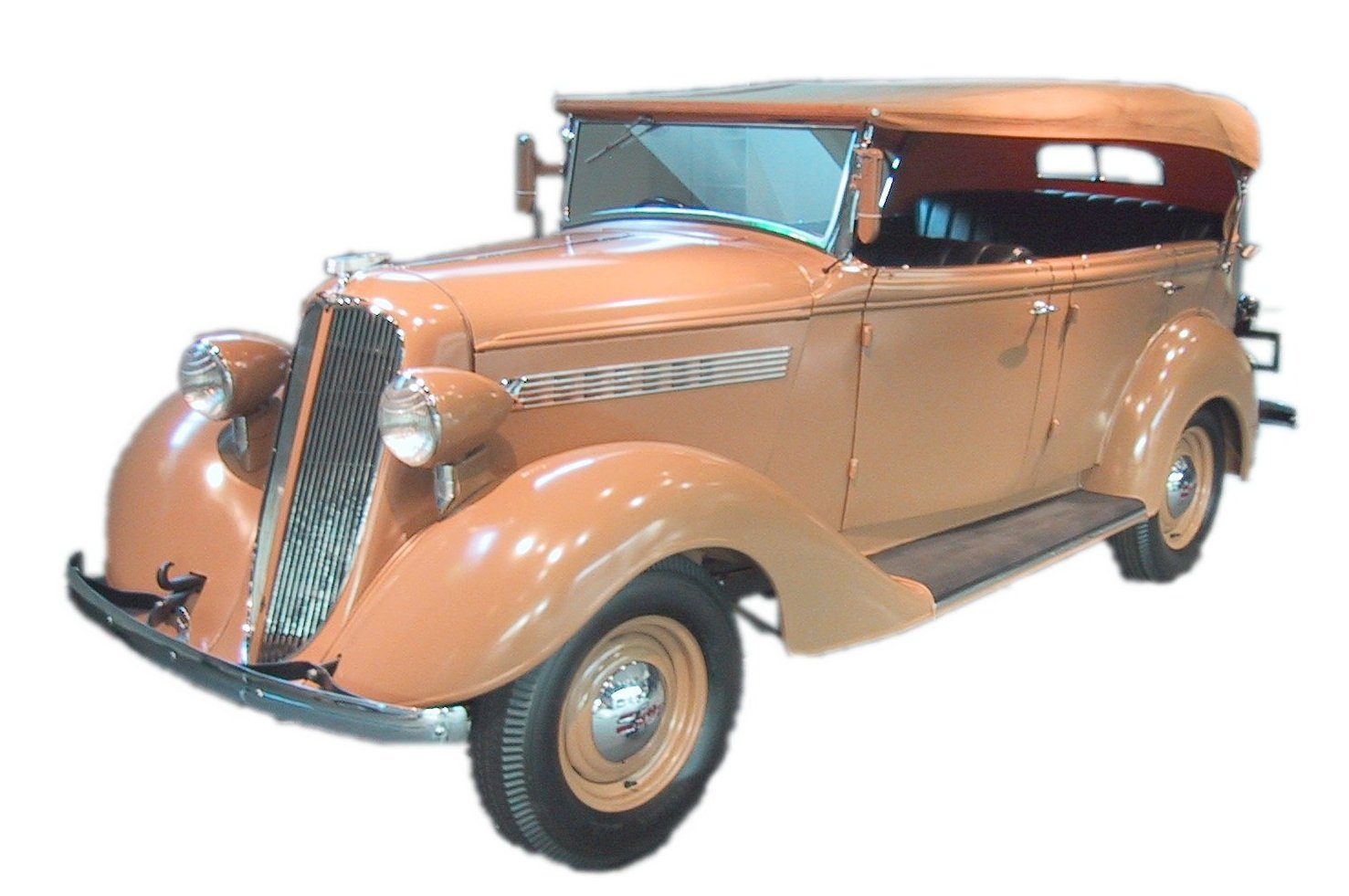
Modelo 70 Phaeton de 1938.

Nissan se remonta a Kawaishinsha Co., una fábrica de automóviles fundada por Masujiro Hashimoto en el distrito de Azabu-Hiroo, Tokio en 1911. Hashimoto era un pionero en la industria del automóvil de Japón desde sus comienzos. En 1914, un pequeño coche de pasajeros fue desarrollado basándose en su propio diseño, y en el año siguiente el coche hizo su debut en el mercado bajo el nombre de Dat, que representa las primeras letras de los apellidos de los tres soportes principales de Hashimoto: Kenjiro Den, Rokuro Aoyama y Meitaro Takeuchi.
Jitsuyo Jidosha Co., Ltd., otro precursor de Nissan, fue establecida en Osaka en 1919 para fabricar los vehículos Gorham de tres ruedas, diseñados por el ingeniero americano William R. Gorham. Las herramientas, los componentes y los materiales fueron importados por la compañía de los Estados Unidos, convirtiéndola en una de las más modernas de aquellos tiempos.
El primer coche de pasajeros de tamaño pequeño Datsun salió de la planta de Yokohama en abril de 1935, y las exportaciones del vehículo a Australia también fueron lanzadas el mismo año.
Los coches Datsun simbolizaron los avances rápidos de Japón en la industrialización moderna, según lo evidenciaba el eslogan de esos días, "El sol naciente como bandera y el Datsun como el coche favorito".[cita requerida]

### Postguerra
En un movimiento para recuperarse del vacío tecnológico de los años de la Segunda Guerra Mundial, Nissan realizó una alianza estratégica con Austin Motor Company del Reino Unido en 1952, cuando el primer Austin salió de la línea un año más tarde. Nissan fue el primer constructor japonés en recibir el premio Deming a la excelencia de ingeniería en 1960. En este período, Nissan enfatizaba en lograr una organización fuerte para apoyar la siguiente etapa de expansión de la compañía.[cita requerida]

### Motorización
El Bluebird 1959 y el Cedric 1960 cautivaron a los compradores japoneses. En 1966, Nissan se fusionó con Prince Motor Co. Ltd., agregando los renombrados modelos Skyline y Gloria a su línea de productos, e incorporó a un personal excepcional de ingeniería que continuó la excelente tradición de las compañías aéreas de Nakajima y de Tachikawa, que previamente fabricaban prestigiosos motores de aviación.
El avance de la motorización dio lugar a accidentes de tráfico y contribuyó al problema de la contaminación atmosférica. Nissan desarrolló su primer vehículo experimental de seguridad (ESV) en 1971 y ha adoptado un extenso programa de seguridad en sus vehículos a través de los años. Para prevenir la contaminación atmosférica, Japón hizo cumplir los más altos estándares de emisión de gases. Es por lo que Nissan desarrolló el sistema de convertidor catalítico de tres vías, la tecnología más prometedora disponible en aquella época.[cita requerida]

### Globalización y presente
Nissan comenzó a desarrollar operaciones de fabricación fuera de Japón, empezando por Taiwán en 1959 y el establecimiento de Yulon, México en 1961. En los años 1980, Nissan estableció dos bases estratégicas en la fabricación fuera de Japón: Nissan Motor Manufacturing Corp., en Estados Unidos y Nissan Motor Manufacturing en el Reino Unido. En la actualidad, hay plantas de fabricación y ensamblaje de Nissan en 17 países alrededor del mundo.
Mirando al mercado japonés, Nissan inauguró en 1975 la planta de Kyushu, remodelada en 1992 con la tecnología más avanzada. Además, en 1994 entró en operación la planta de Iwaki para fabricar los nuevos motores V6. Nissan también inició actividades relacionadas con el desarrollo de vehículos eléctricos, otras fuentes de energía limpias y el reciclado.
Debido a problemas financieros a lo largo de los años 1990, Renault compró gran parte de las acciones de Nissan con un 44% y elevó a la presidencia a Carlos Ghosn, el primer "gaijin" o "no japonés" que ha presidido una compañía automotriz japonesa.
Entre 1932 y 1983, Nissan también empleó la marca Datsun, de la cual cabe destacar el automóvil deportivo Datsun 280ZX.
Nissan tiene concebido un plan para la realización de un nuevo coche movido por electricidad; incluso algunos de sus componentes utilizan energía proveniente de celdas fotovoltaicas. En 2006, ha aparecido un modelo híbrido: el Altima.
En 1999, debido a las crisis asiáticas y a la caída de la Bolsa de valores de Tokio, Renault firmó una alianza con Nissan, adquiriendo un 44.4% de acciones en Nissan con derecho a voto y control y, a su vez, Nissan adquirió un 15% de las acciones de Renault, sin derecho a voto. Renault y Nissan forman actualmente "una alianza", que se distingue de otras uniones entre empresas del sector automotriz en que ambas marcas tienen el compromiso de mantener su independencia, aunque comparten plataformas, componentes y tecnologías para el uso de ambos fabricantes, varios modelos de autos de Renault que son vendidos como Nissan en ciertos países y al revés, como por ejemplo: el Renault Logan, que en México es vendido como Nissan Aprio o el Almera, que en Colombia y México es vendido como Renault Scala. No obstante, en Colombia se mantuvo el Nissan Almera como un modelo vigente en su portafolio de vehículos y, a pesar de ser un coche muy similar al Renault Scala, el Nissan Almera superó notoriamente en ventas a su "primo francés"; el Renault Scala, según expertos en la materia, señalaron que el éxito del Nissan Almera en comparación con el Renault Scala, se debe a que el coche de Nissan en Colombia fue vendido en tres versiones con diferentes equipamientos y motorizaciones: versión SG 1.6 sin aire acondicionado y con aire acondicionado; y otra versión con mayor equipamiento: XG-L 1.8 el más equipado de los Almera, mientras que el Renault Scala solamente llegó a Colombia en su única versión de 1,6 litros (97,6 plg³), aunque con mayor equipamiento en su panel de instrumentos, en comparación con el del Almera XG-L.[cita requerida]
En 2018, Nissan se convirtió en el mayor fabricante de vehículos eléctricos a nivel mundial, habiendo vendido más de 320 000 unidades. El vehículo más vendido de su gama eléctrica es el Leaf.
En 2020, tenía una plantilla total de 136 134 empleados.
En 2025 se anunció que han empezado peligrosamente a presentar signos de una posible quiebra, sobre todo si ningún otro inversor externo esté interesado en "salvar" la empresa, según lo señalado por el propio director ejecutivo de la marca. A principios de marzo de ese mismo año, Makoto Uchida anunció oficialmente su dimisión, debido a presiones internas y desafíos estratégicos. El 11 de marzo del mismo año, se dio a conocer que el mexicano Iván Espinosa sería ascendido al cargo.

### Presidentes
Los presidentes o directores ejecutivos de la compañía han sido los siguientes:
- 1933–1939 Yoshisuke Eikawa.
- 1939–1942 Masasuke Murakami.
- 1942–1944 Genshichi Asahara.
- 1944–1945 Haruto Kudo.
- 1945 Takeshi Murayama.
- 1945–1947 Souji Yamamoto.
- 1947–1951 Taichi Minoura.
- 1951–1957 Genshichi Asahara.
- 1957–1973 Katsuji Kawamata.
- 1973–1977 Tadahiro Iwakoshi.
- 1977-1985 Takashi Ishihara.
- 1985-1992 Yutaka Kume.
- 1992–1996 Yoshifume Tsuji.
- 1996-2001: Yoshikazu Hanawa.
- 2001-2017: Carlos Ghosn, el primer presidente de origen no japonés nombrado por Renault.
- 2017-2019: Hiroto Saikawa.
- 2019-: Yasuhiro Yamauchi (provisional).[cita requerida]

### Evolución histórica de los logotipos

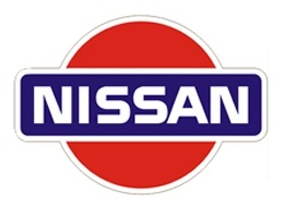
Logotipo utilizado de 1978 a 2001.
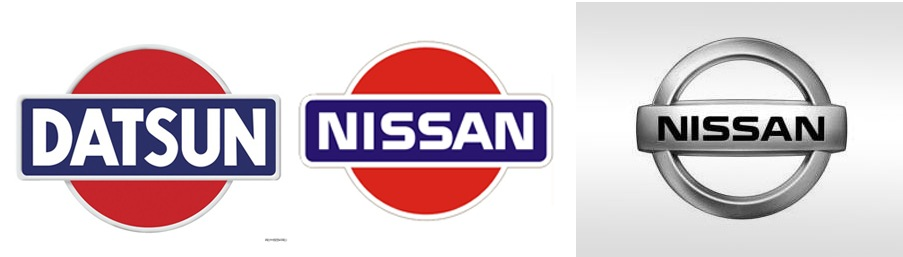
Logos de Datsun y Nissan.
En rojo.
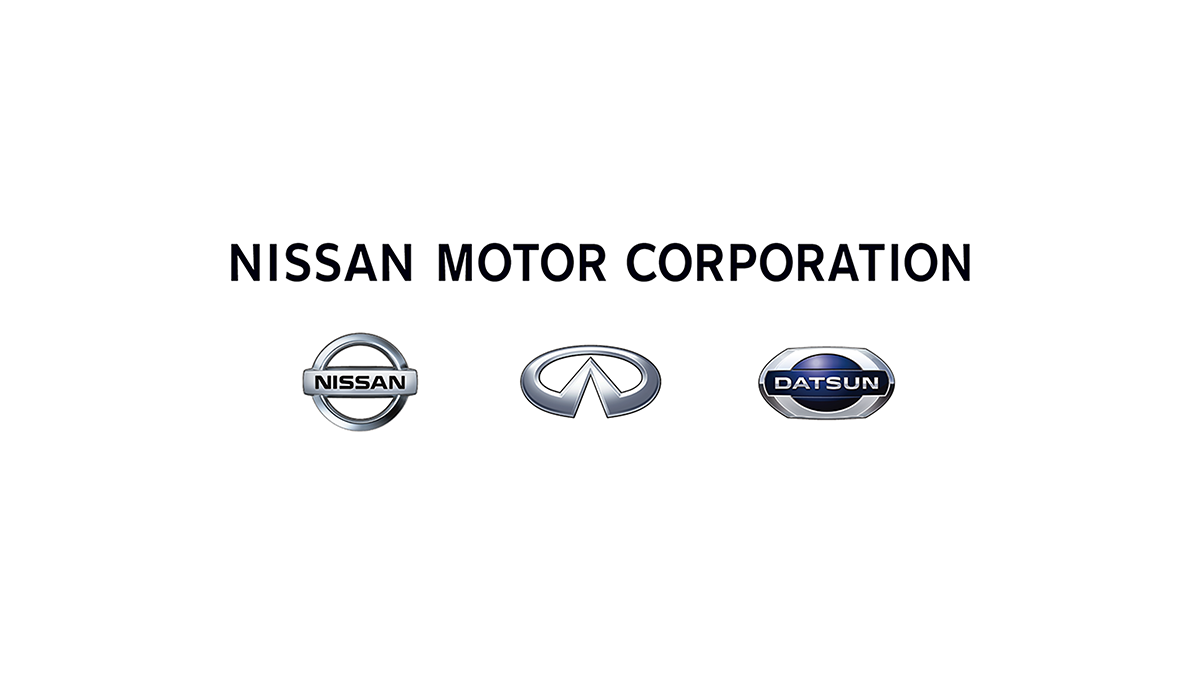
Utilizado en 2014.
Nuevo de 2020.

## Automovilismo

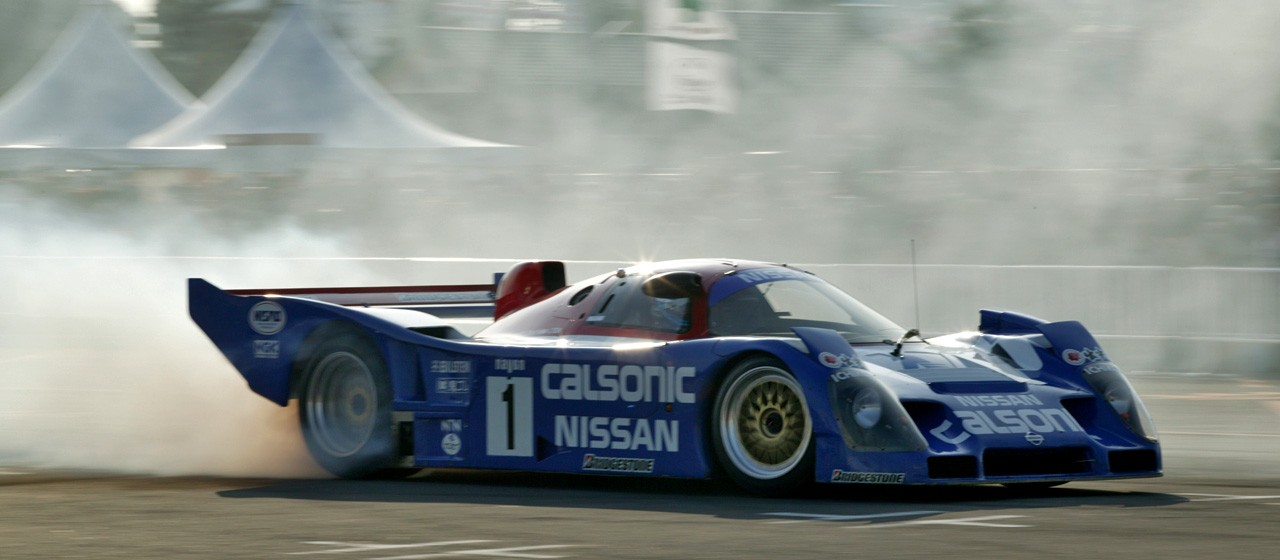
R91CP.

Nismo (Nissan Motorsports) es la división deportiva del fabricante.
En Japón, Nissan ha competido en el Campeonato Japonés de Sport Prototipos y el Super GT Japonés.
La marca ha participado en las 24 Horas de Le Mans del Campeonato Mundial de Resistencia en distintos períodos desde 1986. Logró el quinto puesto en 1990 con el Nissan R90CP y el tercer puesto en 1998 con el Nissan R390 GT1, en ambos casos con tripulaciones japonesas.
En Estados Unidos, Nissan ganó el Campeonato IMSA GT de 1989, 1990 y 1991 con el piloto Geoff Brabham, y logró triunfos en las 24 Horas de Daytona de 1992 y 1994 y las 12 Horas de Sebring de 1989, 1990, 1991 y 1994. Desde 1999 hasta 2002 compitió en la IndyCar Series, donde Eddie Cheever fue tercero en 2000.
A partir de 2009, Nismo ha competido con el Nissan GT-R en el Campeonato Mundial de GT1 y la Blancpain Endurance Series, además de campeonatos nacionales de gran turismos.
Nissan compitió en rally en las décadas de 1960 a 1980, logrando victorias en el Rally Safari y el Rally de Costa de Marfil. En las décadas de 1990 y 2000 compitió oficialmente en el Rally Dakar, aunque nunca pudo ganar.
En turismos, Nissan ganó el Gran Premio de Macao de 1990, las 24 Horas de Spa de 1991, el Campeonato Australiano de Turismos de 1991 y 1992, y los 1000 km de Bathurst de 1991 y 1992 con el Nissan Skyline GT-R. Luego ganó el Campeonato Británico de Turismos de 1999 y 2000 con el Primera del equipo RML Group.
En Latinoamérica: El equipo oficial Nissan ha participado con éxito en el Campeonato Nacional de Automovilismo y carreras de resistencia como las 6 horas de Bogotá, con Tatán Mejía y Sam Walker como pilotos oficiales.

## Centros de Nissan Motor Company

### Investigación, desarrollo e innovación
En las siguientes instalaciones se llevan a cabo actividades de Investigación, desarrollo e innovación (I+D+I):

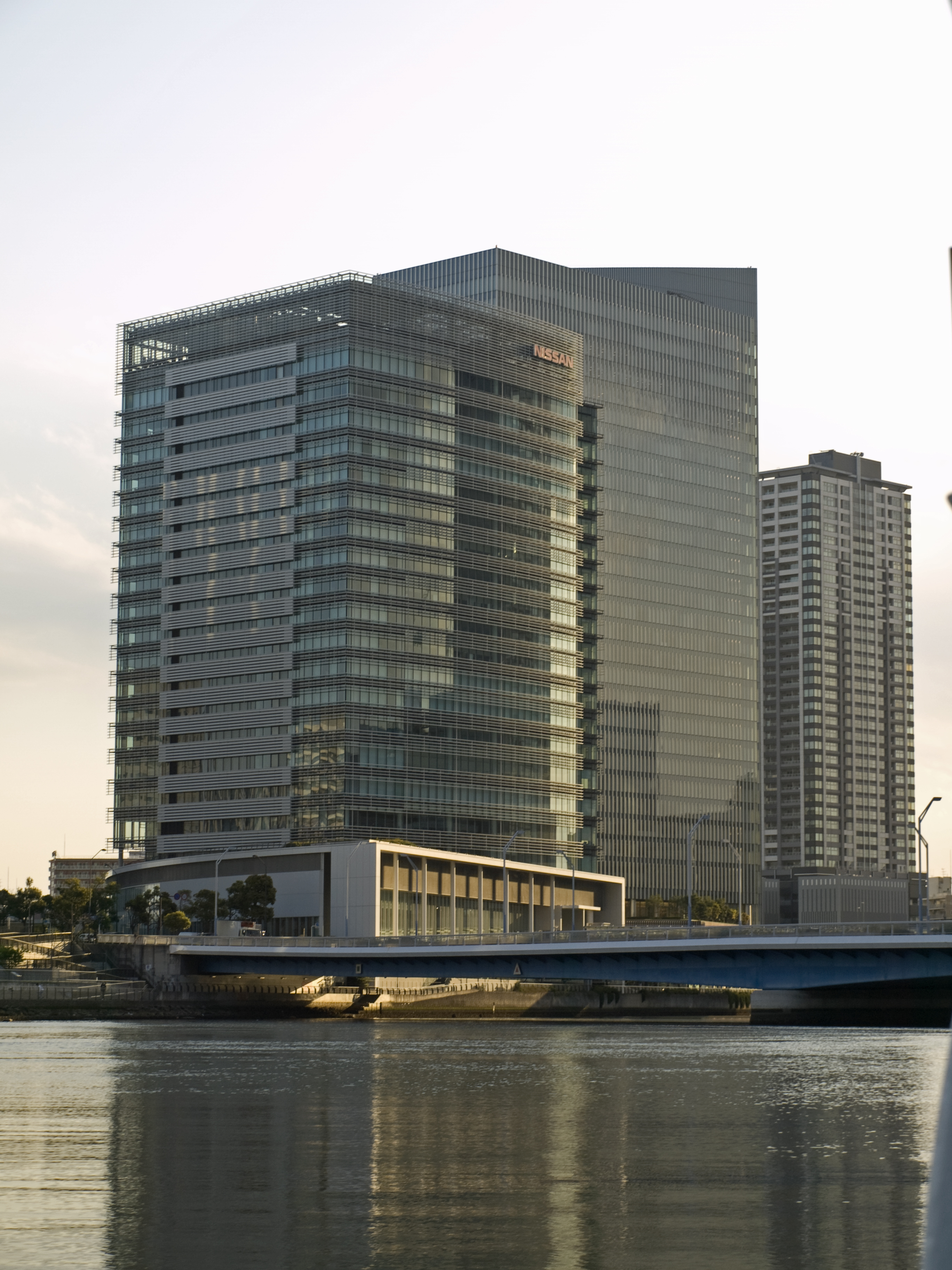
Sede principal en Yokohama vista desde un barco.

| País           | Ciudad                    | Productos |
| -------------- | ------------------------- | --- |
| Japón          | Yokosuka                  | Sede de Nissan Motor Company                                                                                                   |
| Japón          | Atsugi                    | I+D+I y Centro técnico |
| Japón          | Tsurumi                   | Ingeniería cinemática |
| Japón          | Yokosuka                  | Centro de pruebas |
| Japón          | Kaminokawa                | Centro de pruebas |
| Japón          | Rikubetsu                 | Centro de pruebas |
| Taiwán         | Po Kung Keng Shi Hu Tsuen | I+D+I |
| China          | Cantón                    | Centro de ingeniería y pruebas                                                                                                 |
| China          | Pekín                     | Centro de diseño |
| Tailandia      | Bangsaotong               | I+D+I |
| Indonesia      | Jawa Barat                | Ingeniería (Centro solamente para el mercado indonesio)                                                                        |
| India          | Chengalpet                | Centro de diseño |
| India          | Madrás                    | Centro de diseño para vehículos comerciales ligeros                                                                            |
| Reino Unido    | Cranfield (Bedfordshire)  | Centro de I+D+I |
| Reino Unido    | Londres                   | Centro de diseño |
| España         | Barcelona                 | Centro de I+D+I |
| México         | Toluca                    | Centro de Diseño, Centro de Pruebas, Centro de Ingeniería, Ingeniería, cinemática, Centro de Muestras, Centro de Investigación |
| Estados Unidos | Stanfield                 | Centro de pruebas |
| Estados Unidos | San Diego                 | Centro de diseño |

| País           | Ciudad                             | Modelos | Comentarios |
| -------------- | ---------------------------------- | --- | --- |
| Japón          | Kanda                              | Qashqai/Rogue/Dualis, Murano, Lafesta, Altima | |
| Japón          | Yokosuka                           | Leaf, Tiida, Versa, Juke, Fuga, Infiniti M, Cube | |
| Japón          | Kaminokawa                         | Infiniti G35/G37/EX37, Infiniti M, Bluebird Sylphy, 370Z | |
| Japón          | Hiratsuka                          | Quest 4G, Patrol / Safari (Y62), NV200 | |
| Japón          | Tochigi                            | GT-R | |
| Japón          | Fuji (Shizuoka)                    | Transmisiones automáticas | Producidas por JATCO Ltd. |
| Japón          | Nagoya                             | Motores, transmisiones manuales, repuestos | Producidas por Aichi Machine Industry Co., Ltd |
| Japón          | Koza                               | Repuestos y componentes | |
| China          | Cantón                             | Sylphy, Micra/March, Livina X-Gear | |
| China          | Xiangyang                          | Atlas/Cabstar | |
| China          | Henan                              | Xterra/Paladin, Navara | |
| Taiwán         | San Yi Miao Li Hsien               | Sylphy, Tiida, Livina, Teana | |
| Tailandia      | Bangsaotong                        | Frontier, Almera, Micra/March, Livina, Navara | |
| Indonesia      | Jawa Barat                         | Frontier, Serena, NV200/Evalia, Livina/Livina X-Gear | |
| Malasia        | Kuala Lumpur                       | Trade, Sylphy, Latio, Serena, Grand Livina | |
| Filipinas      | Manila                             | Sentra, Frontier, Navara, Patrol | |
| Filipinas      | Santa Rosa                         | Sentra, Grand Livina | |
| Vietnam        | Hanói                              | Trade, Vanette | |
| India          | Oragadam                           | Micra/March, Sentra/Sunny | |
| Reino Unido    | Sunderland                         | Qashqai, Note, Juke | |
| Rusia          | San Petersburgo                    | - Nissan X-TRAIL - Nissan Pathfinder - Nissan Teana | |
| Egipto         | Guiza                              | X-Trail, Navara, Sunny | |
| Kenia          | Thika                              | Suspensiones, motores, rines | |
| Sudáfrica      | Pretoria                           | NP300 Hardbody, NP200, Grand Livina/X-Gear | |
| Brasil         | São José dos Pinhais               | Grand Livina/Livina/Livina X-Gear | |
| Brasil         | Resende (Río de Janeiro)           | Micra/March, Versa, Kicks | |
| México         | Aguascalientes                     | Versa, Sentra, Micra/March, Note, Kicks, Sentra Nismo. Motores, transmisiones, rines, cableado, bolsas de aire, frenos, faros, tanques de combustible, asientos, repuestos, cristales y vidrios, seguros y puertas, fusibles, líquido de frenos, estampado, paneles de instrumentos, sistemas de frenado, tanques de aceite, estéreos, pantallas táctiles | En julio de 2025, se tomó la decisión de trasladar la producción a Aguascalientes, cerrando así la primera planta de Nissan fuera de Japón a finales de 2025. |
| México         | Cuernavaca                         | NP300, Frontier, NV200, NV400 furgoneta, Tiida sedán, Versa, NV350 Urvan | Cese de operaciones de la planta CIVAC a finales de 2025. |
| Argentina      | Córdoba                            | Frontier | En enero de 2025 se tomó la decisión de dejar de fabricar a partir de 2026 en Argentina, pasando su producción a México.                                      |
| Estados Unidos | Smyrna (Tennessee)                 | Frontier, Xterra, Maxima, Pathfinder/Infiniti JX | |
| Estados Unidos | Decherd (Tennessee)                | Motores y transmisiones | |
| Estados Unidos | Canton (Misisipi)                  | Armada, Titan, Altima, NV | |
| España         | Los Corrales de Buelna (Cantabria) | Piezas de fundición para motores | |

## Modelos

### Turismos

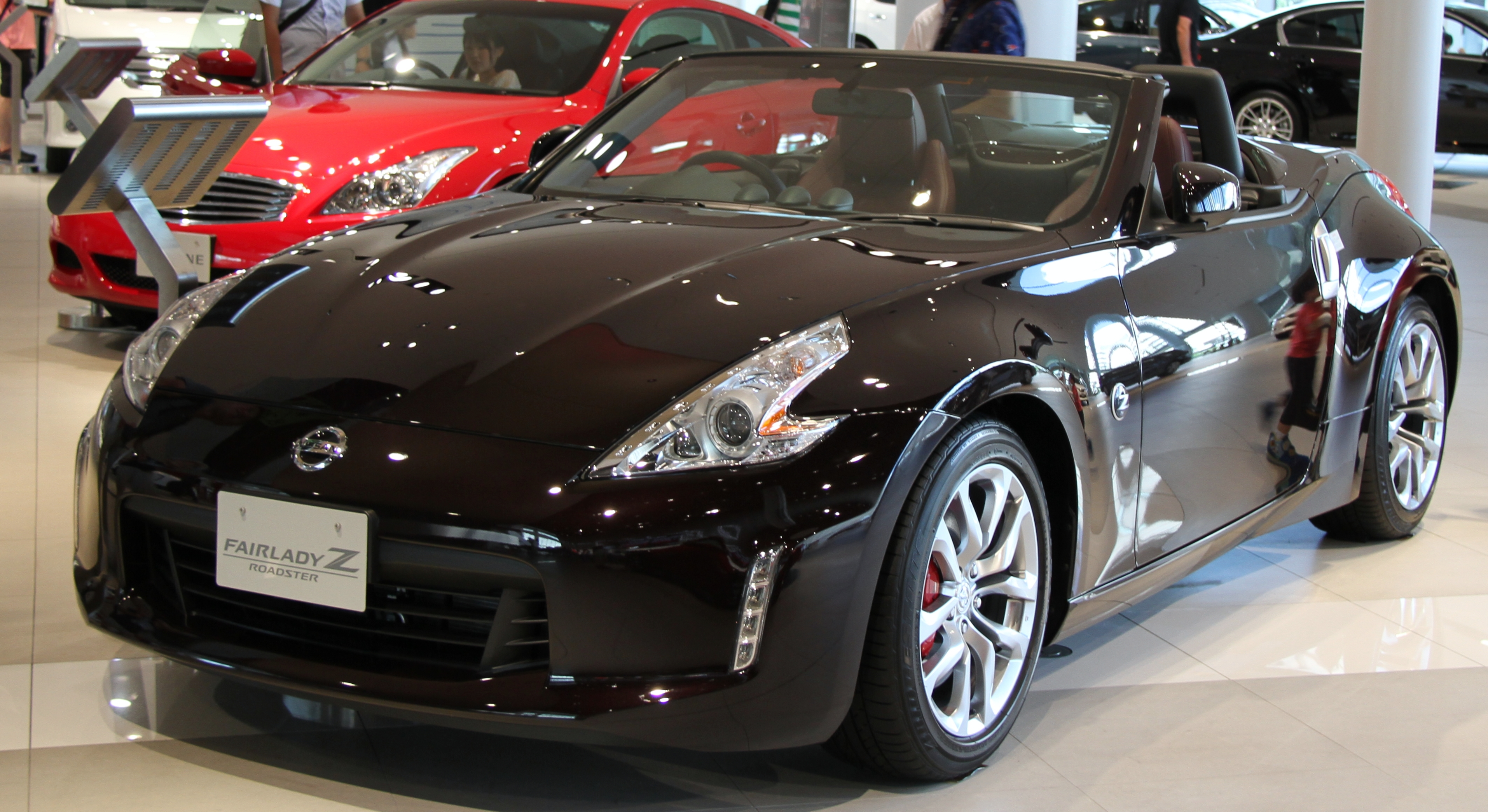
Fairlady Z Roadster de 2012.

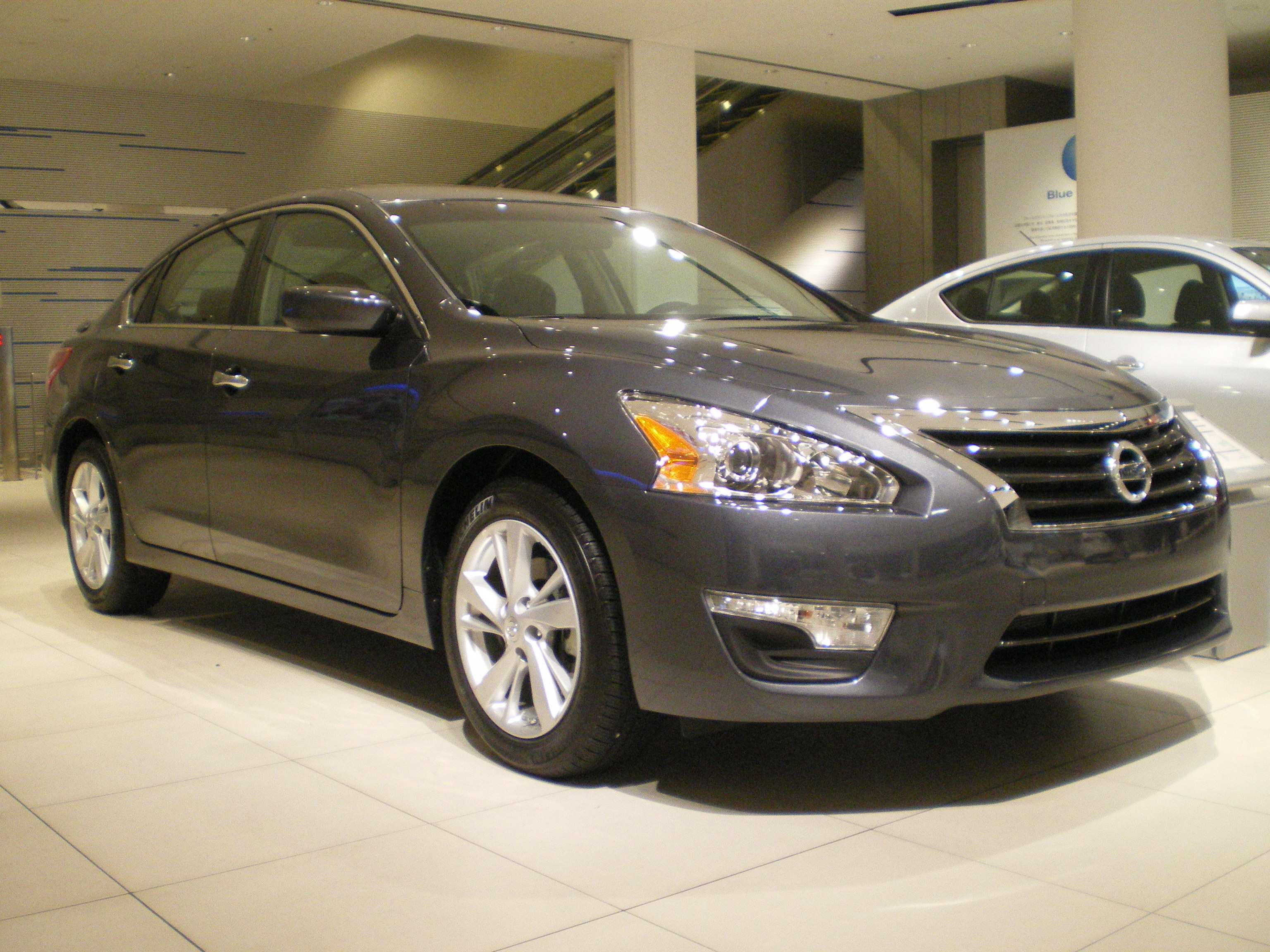
Altima L33.

| - Sentra. - Tsuru. - GT-R. - Tsubame. - Lucino. - Primastar. - Interstar. - Gloria. - Micra. - Kubistar. - Tiida. - Versa. - Latio. - Fairlady Z. - Violet/Stanza. - Altima. - Aprio. - Maxima. - Note. | - Almera. - Cedric. - Cube. - Skyline. - Platina. - Primera. - Teana. - Leaf. - Pulsar. - Silvia. - NX. - 200SX. - 240SX. - 280ZX. - 300ZX. - 350Z. - 370Z. - Bluebird. - Presea. |

### Pickups
- D-21.

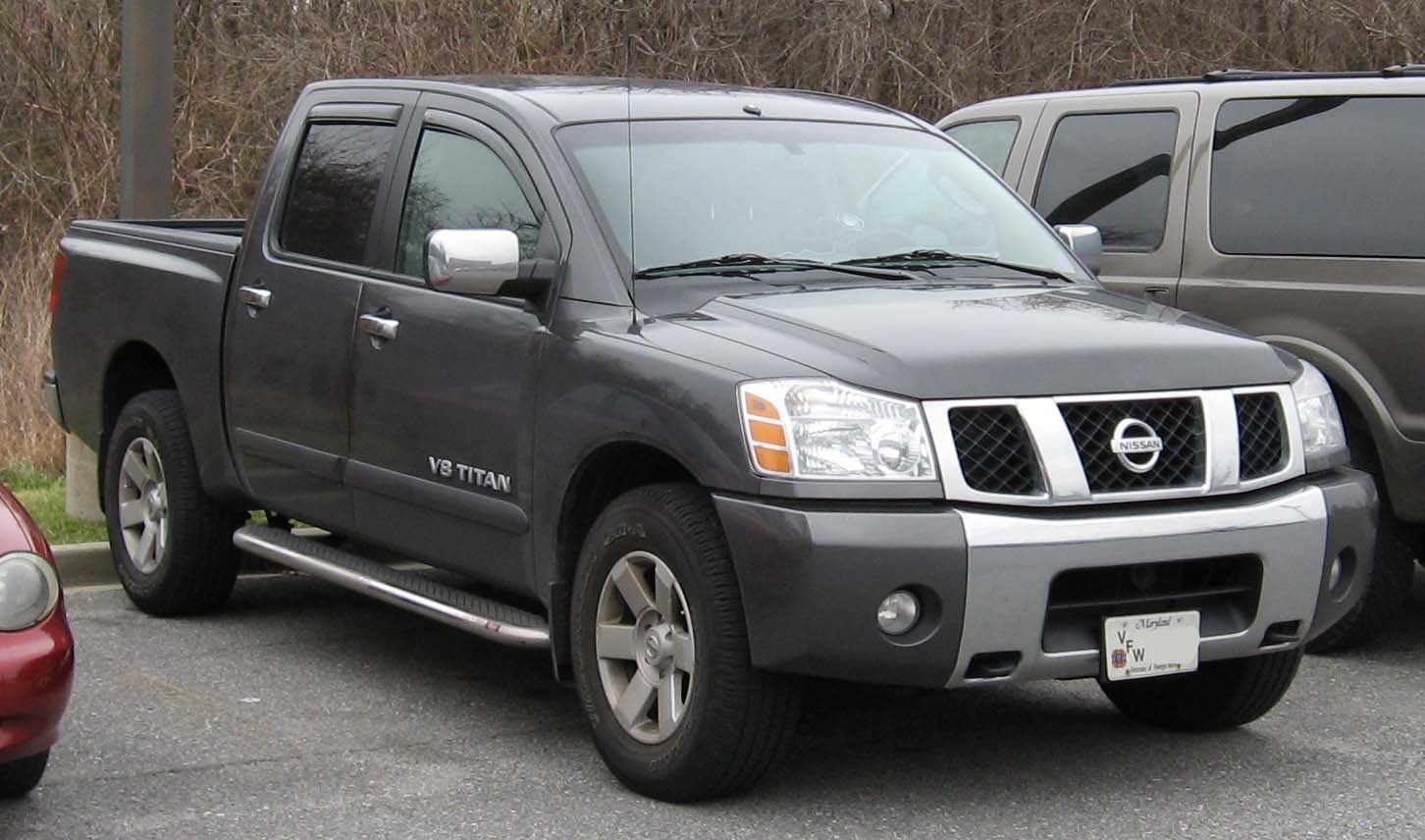
Titan crewcab.

- Frontier (Argentina, Paraguay, Colombia y México), Terrano 4x2 y Terrano 4x4 (solamente en Chile). Y Centroamérica.
- Navara (Centro y Sudamérica) y Frontier (Norteamérica y Mercosur).
- Titan solamente para Estados Unidos, Canadá, México y Bolivia.
- Patrol Pick Up Bolivia, Australia y Sudáfrica.
- 520.
- 521.
- 620.
- 720 conocida como el King Cab que utilizaba motores SD22-SD23 Y SD25 Diésel y de gasolina, utilizaba el A-15 Z-20 Z-22 y Z-24.

### Todoterrenos
- Mistral.
- Pathfinder.
- X-Trail.

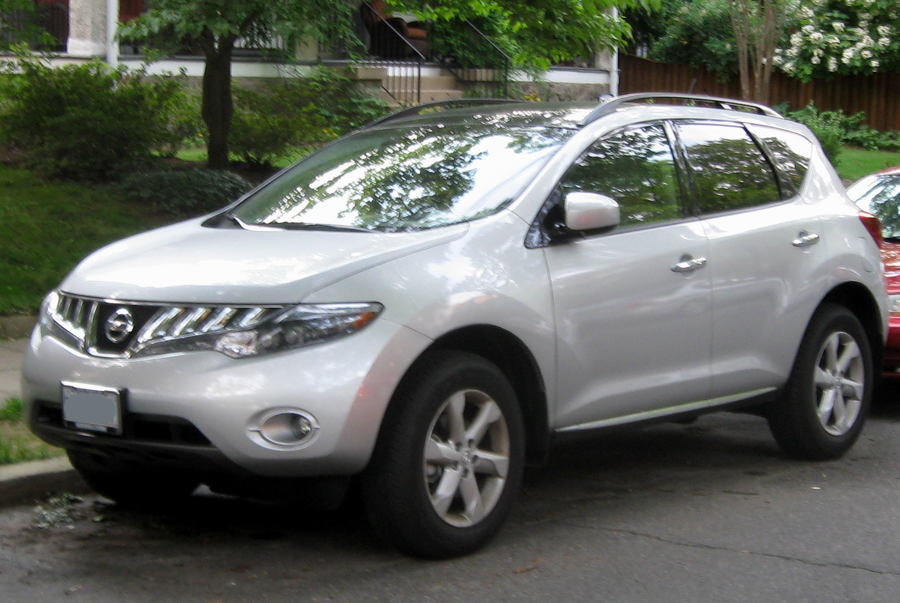
Murano de 2009.

- Pathfinder/Xterra/Terrano (Chile y Japón).
- Armada.
- Quest.
- Patrol.
- Terrano II.
- Murano.
- Qashqai/Qashqai+2/Rogue.
- Juke.
- Ariya.

### Vehículos industriales

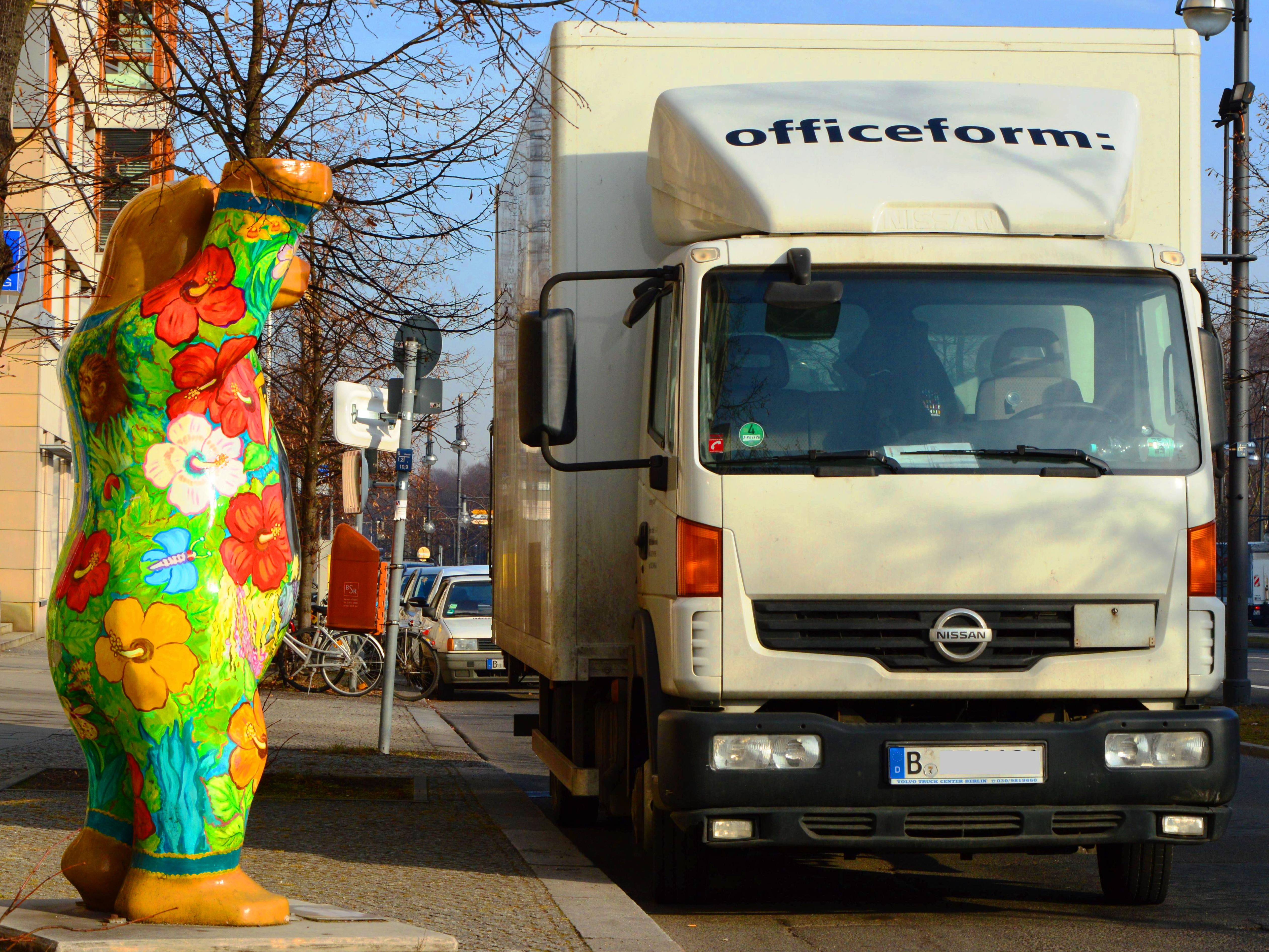
Atleon de 2013 en Berlín con United Buddy Bears.

- Trade.
- Vanette.
- Cabstar.
- Atleon.
- NT400.

### Modelos de competición
- Prince R380
- R381
- R382
- R383
- NPT-90
- P35
- R88C
- R89C
- R90C
- R390 GT1
- R391